# Kariya
Kariya (jap. 刈谷市  Kariya-shi) – miasto w Japonii, położone w środkowej części prefektury Aichi, na wyspie Honsiu.

## Historia
W 1889 powstał współczesny układ miejski, w wyniku czego w powiecie Hekikai powstało miasteczko Kariya, które 1 kwietnia 1950 uzyskało status miasta.

## Przemysł
Ważny ośrodek przemysłowy, m.in. fabryka Denso Corporation, Aisin Seiki oraz Toyota Corporation i firm współpracujących.

## Populacja
Zmiany w populacji Kariya w latach 1970–2015:
| Rok  | Populacja |
| ---- | --------- |
| 1970 | 87 672    |
| 1975 | 96 152    |
| 1980 | 105 643   |
| 1985 | 112 403   |
| 1990 | 120 126   |
| 1995 | 125 305   |
| 2000 | 132 054   |
| 2005 | 142 134   |
| 2010 | 145 744   |
| 2015 | 149 765   |

## Miasta partnerskie
- Kanada: Mississauga – 1981